# Espúrio Postúmio Albino (cônsul em 186 a.C.)
Espúrio Postúmio Albino (m. 179 a.C.; em latim: Spurius Postumius Albinus) foi um político da gente Postúmia da República Romana eleito cônsul em 186 a.C. com Quinto Márcio Filipo. Era primo de Aulo Postúmio Albino Lusco, cônsul em 180 a.C., Espúrio Postúmio Albino Paululo, cônsul em 174 a.C., e de Lúcio Postúmio Albino, cônsul em 173 a.C..

## Consulado (186 a.C.)
Antes de ser eleito cônsul, Albino foi pretor peregrino, em 189 a.C., responsável pelos interesses dos romanos em suas relações com estrangeiros. Em 186 a.C., foi eleito com Quinto Márcio Filipo. Em seu mandato, o Senatus consultum de Bacchanalibus foi passado, reformando o culto de mistério de Baco, conhecido como "Bacanal", em Roma e nos territórios aliados na península Itálica. A nova lei conferia aos dois cônsules eleitos a missão de desmantelar a seita, destruindo seus templos, confiscando seus bens e prendendo seus líderes, além de perseguir seus adeptos.
No relato de Lívio, esta ação teria sido uma reação contra abomináveis crimes cometidos por membros do culto, que ameaçavam a República. É mais provável, porém, que a legislação fosse uma tentativa de Postúmio, que proferiu o discurso, e do Senado de impor os valores romanos tradicionais e sua autoridade coletiva sobre uma associação religiosa bem organizada e ilegal que começava a se revelar perigosamente popular, espalhada e potencialmente subversiva. A legislação foi aprovada logo depois de um período traumático e particularmente turbulento da história da cidade.

## Anos finais
Postúmio foi também áugure, o que lhe dava algum grau de autoridade sobre temas religiosos. Ele morreu em 179 a.C. já em idade avançada.